# Lamiska kriget
Lamiska kriget var ett krig i antikens Grekland. Det har fått sitt namn av staden Lamia i dagens Fthiotis, kring vilken kriget utspelade sig.
Vid underrättelsen om Alexander den stores frånfälle år 323 f.Kr. trodde grekerna stunden vara kommen att avkasta det makedonska oket. Ett stort antal grekiska stater slöt sig samman och uppsatte under atenaren Leosthenes befäl en förbundshär. Antipatros, som vid denna tid förde styret i Makedonien, ryckte in för att kväsa upproret, men han blev slagen och inneslöt sig i det starkt befästa Lamia i södra Thessalien, där han länge belägrades av de förbundna grekerna. Sedan Leosthenes stupat och då den makedonske fältherren Leonnatos framryckte till Antipatros undsättning, måste belägringen hävas, och Antipatros drog sig tillbaka mot den makedonska gränsen för att invänta förstärkningar.
Vid Krannon i mellersta Thessalien kom det åter till strid år 322 f.Kr., i vilken de förbundna grekerna led nederlag. När Antipatros sedermera erbjöd sig att underhandla med varje stat särskilt, ledde detta inom kort till förbundshärens upplösning. Antipatros ryckte fram mot Aten, som måste sluta fred på synnerligen hårda villkor, bland annat måste de mottaga en makedonsk besättning på kullen Munychia i Pireus samt utlämna Demosthenes, Hypereides och andra talare som hade eggat folket till resning mot Makedonien.